# Bruno Dauaire
Bruno Felgueira Dauaire, (Niterói, 20 de fevereiro de 1985), é um advogado e político brasileiro atualmente filiado ao União Brasil. É deputado estadual pelo Rio de Janeiro no terceiro mandato.
Oriundo da Região Norte Fluminense, elegeu-se deputado estadual no Rio de Janeiro em 2014 para o mandato 2015–2019 pelo Partido da República.
Em abril de 2015, em polêmica votação, foi um dos parlamentares a votar a favor da nomeação de Domingos Brazão para o Tribunal de Contas do Estado do Rio de Janeiro, nomeação esta muito criticada na época. Em 17 de novembro de 2017, se absteve na votação pela revogação da prisão dos deputados Jorge Picciani, Paulo Melo e Edson Albertassi, denunciados na Operação Cadeia Velha, acusados de integrar esquema criminoso que contava com a participação de agentes públicos dos poderes Executivo e do Legislativo, inclusive do Tribunal de Contas, e de grandes empresários da construção civil e do setor de transporte, por considerar não haver informações suficientes sobre o processo a que estão submetidos, no que diz respeito à competência da Alerj para votar a matéria, posicionamento corroborado pela decisão do TRF2, que anulou aquela sessão de plenário e determinou o retorno dos três deputados para a prisão, conforme informações veiculadas pela maioria dos órgãos de imprensa. Ainda votou contra a privatização da Cedae.[carece de fontes?]
Licenciou-se do mandato entre 2020 e 2021 para ocupar a secretaria estadual de Direitos Humanos. Após ser reeleito para o terceiro mandato na ALERJ pelo União Brasil, foi anunciado como secretário de Habitação do Rio de Janeiro.